# 青木盛久
青木 盛久（あおき もりひさ、1938年11月23日 - 2024年11月9日）は、日本の元外交官で、公益財団法人青木周蔵記念育英会理事長。

## プロフィール

### 生い立ち
栃木県那須塩原市青木出身。父は在ジュネーヴ国際機関日本政府代表特命全権大使や、駐南ベトナム特命全権大使などを務めた外交官の青木盛夫。母方の祖父は国際連盟事務局次長や駐フランス大使、IOC委員を務めた杉村陽太郎。なお、曽祖父は明治時代に外務大臣を務めた青木周蔵（周蔵が養子に入った青木家の別の養子である青木梅三郎の子孫のため血縁関係はない）。
その後神奈川県に移り、栄光学園中学校・高等学校を経て、1963年に東京大学法学部を卒業。同校在籍中の1962年外務公務員上級試験に合格し、卒業後の1963年に外務省に入省した。

### 外務省入省後
入省後はフランス語研修（ディジョン大学）を経て、1965年在フランス日本国大使館三等書記官。国際連合局政治課、在ベトナム日本国大使館二等書記官、在アメリカ合衆国日本国大使館一等書記官、1976年欧亜局ソ連課首席事務官、1979年情報文化局文化第二課長、1981年在香港日本国総領事館領事、1984年国際連合日本政府代表部公使、1987年駐フィリピン公使兼マニラ総領事、1989年外務大臣官房審議官（情報調査局担当）、1990年国際協力事業団青年海外協力隊事務局長、国際協力事業団理事などを歴任した。1994年に駐ペルー特命全権大使に就任した。

### ペルー日本大使公邸占拠事件
1996年11月に、ペルーの極左テロリストグループのトゥパク・アマル革命運動によって行なわれたペルー日本大使公邸占拠事件に遭遇し、ペルー政府要人や在ペルー日本企業の駐在員らとともに127日間の人質生活を体験する。当初は、自分のみが人質になる代わりに他の全ての人質を解放するよう、犯人側に依頼したものの拒否された。
その後、1997年4月22日に当時のペルー大統領アルベルト・フジモリの決断で大使公邸までのトンネルが掘られ、地下から公邸に特殊部隊を突入させ、犯行グループは全員射殺された。この際、特殊部隊の2名と、人質であったペルー最高裁判事が死亡した。青木は救出時に胸や足に重傷を負ったものの、人質の大使館員やペルー政府要人、日本企業の駐在員らと共に救出された。
大使として人質全員の解放の身代わりになることを依頼するなど、自らの身を顧みない行動をとり、結果的に日本人の人質に死者が出ることはなかったものの、解放後の記者会見時に喫煙したことが日本国内の一部のマスコミに問題視されたほか、占拠時の公邸内での言動に対して一部の日本人人質から批判が出たことから、同年5月13日の国会での参考人招致時に辞意を表明した。

### 駐ケニア大使
通常は2国目の大使になる際は「格上」の国の大使に就任するのが慣わしだったが、1998年に駐ケニア特命全権大使という「格上」とは言いがたい国の大使に任命され、事実上「左遷された」と評価される。
ケニア特命全権大使に着任1カ月後には、ケニアとタンザニアのアメリカ大使館爆破事件に遭遇した。2001年8月に在ケニア大使館員による諸手当の不適切な受領を理由に厳重注意処分を受け、同年9月14日大使を退官したい意向を伝えたため、外務省は駐ケニア特命全権大使の職を解き待命大使となり、後に外務省を退官した。

### 退官後
外務省退官後は、社団法人協力隊を育てる会常任理事および副会長を務めた。2005年5月23日に放送された日本テレビ『先端研』で、アンガールズのインタビューを受け、共演。公益財団法人青木周蔵記念育英会理事長、財団法人あしぎん国際交流財団理事なども務める。
2024年11月9日の朝、骨髄異形成症候群のため、東京都大田区田園調布の自宅で死去。85歳没。

## 家族
妻の直子との間に、外資系企業の幹部を務める長男の盛道がいる。